# Alëna Zavarzina
Alëna Igorevna Zavarzina (in russo Алёна Игоревна Заварзина?; Novosibirsk, 27 maggio 1989) è un'ex snowboarder russa.

## Biografia
In Coppa del Mondo di snowboard ha esordito il 13 ottobre 2006 a Landgraaf (31ª nello slalom parallelo) e ha ottenuto la prima vittoria, nonché primo podio, il 17 dicembre 2009 a Telluride nello slalom gigante parallelo.
In carriera ha preso parte a tre edizioni dei Giochi olimpici invernali, Vancouver 2010 (17ª nello slalom gigante parallelo), Soči 2014 (3ª nello slalom gigante parallelo, 13ª nello slalom parallelo) e Pyeongchang 2018 (4ª nello slalom gigante parallelo); e a cinque dei Campionati mondiali, vincendo tre medaglie (un oro nello slalom gigante parallelo a La Molina 2011, un argento nella stessa disciplina a Kreischberg 2015 e un bronzo nello slalom parallelo a Sierra Nevada 2017).
È sposata con lo snowboarder statunitense, naturalizzato russo, Vic Wild.

## Palmarès

### Olimpiadi
- 1 medaglia
  - 1 bronzo (slalom gigante parallelo a Soči 2014)

### Mondiali
- 3 medaglie:
  - 1 oro (slalom gigante parallelo a La Molina 2011)
  - 1 argento (slalom gigante parallelo a Kreischberg 2015)
  - 1 bronzo (slalom parallelo a Sierra Nevada 2017)

### Mondiali juniores
- 2 medaglie:
  - 1 argento (slalom parallelo a Nagano 2009)
  - 1 bronzo (slalom gigante parallelo a Valmalenco 2008)

### Coppa del Mondo
- Miglior piazzamento nella Coppa del Mondo generale di snowboard: 11ª nel 2010
- Vincitrice della Coppa del Mondo di slalom gigante parallelo nel 2017
- Miglior piazzamento nella Coppa del Mondo di parallelo: 2ª nel 2017
- Miglior piazzamento nella Coppa del Mondo di slalom parallelo: 6ª nel 2016 e nel 2018
- 13 podi:
  - 4 vittorie
  - 4 secondi posti
  - 5 terzi posti

#### Coppa del Mondo - vittorie
| Data             | Luogo       | Paese         | Disciplina |
| ---------------- | ----------- | ------------- | ---------- |
| 17 dicembre 2009 | Telluride   | Stati Uniti   | PGS        |
| 6 marzo 2016     | Winterberg  | Germania      | PSL        |
| 5 febbraio 2017  | Bansko      | Bulgaria      | PGS        |
| 12 febbraio 2017 | Pyeongchang | Corea del Sud | PGS        |

Legenda:

PGS = Slalom gigante parallelo

PSL = Slalom parallelo